# Walter Hunt
Walter Hunt (1796-1859) fue un ingeniero e inventor norteamericano. Vivió y trabajó en el estado de Nueva York donde tuvo una prolífica vida como inventor, destacando especialmente por creaciones tan populares como la máquina de coser (1833), el imperdible (1849) o el precursor del fusil Winchester entre otros.
Hunt no se dio cuenta de la importancia de muchos de sus inventos cuando los creó, a pesar de que hoy en día gran parte de su legado es ampliamente utilizado. En el caso del imperdible, Hunt vendió la patente por US$400 (equivalente a $14 650 en 2023) a la empresa W. R. Grace and Company para saldar una deuda de $15. No llegó a patentar la máquina de coser por el miedo a que podría llegar a destruir empleos, aunque posteriormente, el inventor Elias Howe realizó varias mejoras sobre el invento de Walter Hunt y la patentó, hecho que le llevó a los tribunales.
Al igual que Howe, Walter Hunt está enterrado en el cementerio de Green-Wood en Brooklyn, Nueva York.

## Creaciones
Algunas de los inventos de Walter Hunt:

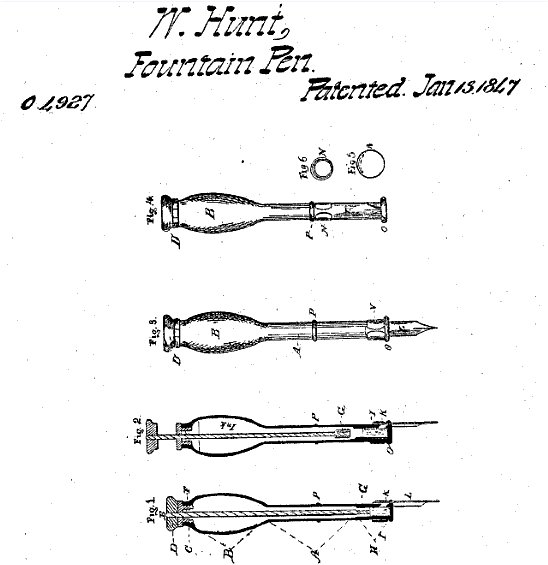
Pluma estilográfica Patente 4.927
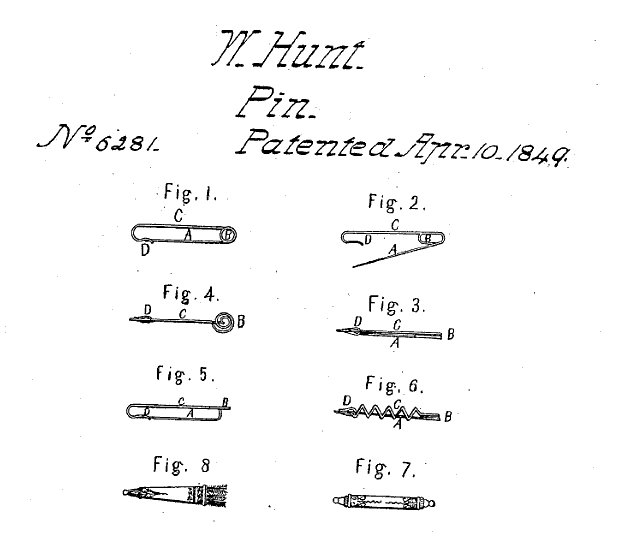
Imperdible Patente 6.281
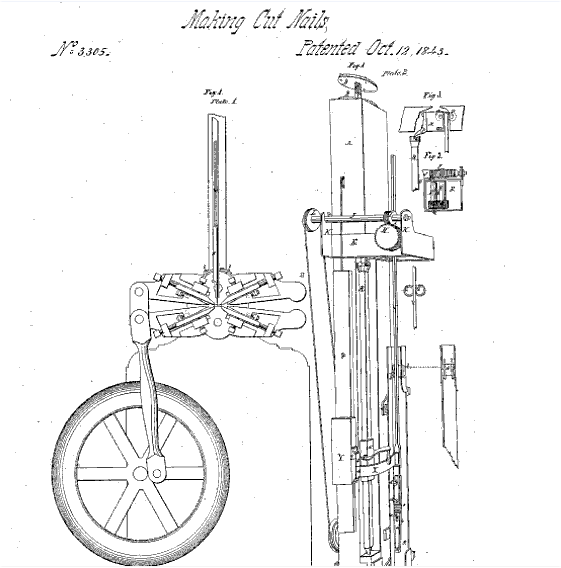
Máquina para fabricar clavos Patente 3.305
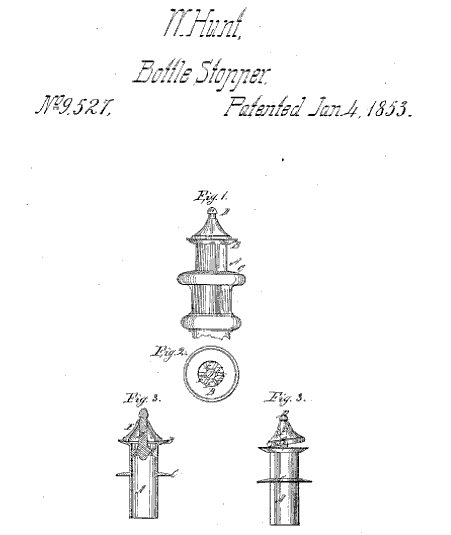
Tapón giratorio Patente 9.527
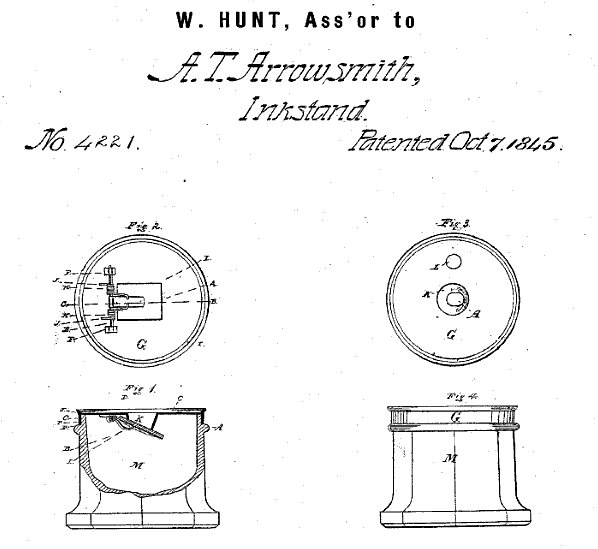
Tintero Patente 4.221
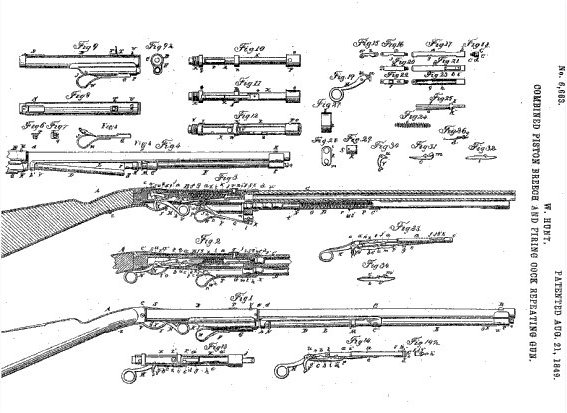
El precursor del fusil Winchester Patente 6.663
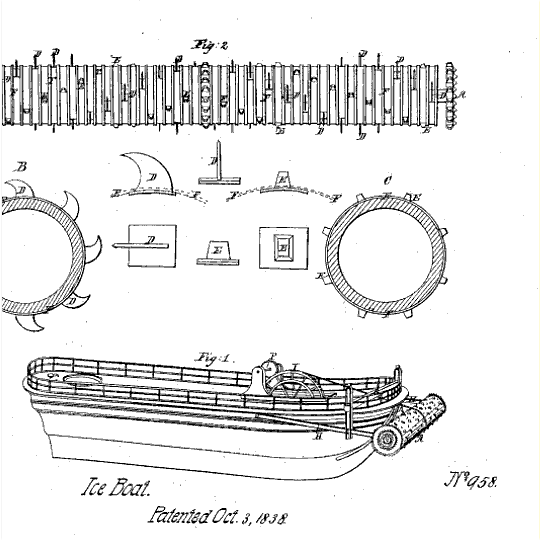
Barco para cruzar zonas con hielo Patente 958